# Didier Truchot
Didier Truchot, né le 30 novembre 1946 à Boulogne-Billancourt, est un homme d'affaires et chef d'entreprise français. Il est le fondateur et président d'IPSOS, le n°3 mondial des sondages et études marketing.

## Biographie
Titulaire d’une licence en sociologie et en sciences économiques, il commence sa carrière à l'IFOP comme chargé d'études.  
Il quitte l'IFOP en 1975 pour fonder IPSOS. Il en est le président-directeur général. 
En 2009, il reçoit le prix « Entrepreneur de l'année » pour l'Île-de-France décerné par Ernst & Young et le magazine L'Entreprise.

## Fortune
En 2019, selon le magazine Challenges, sa fortune est évaluée à 69 millions d'euros.